# Građanski rat
Građanski rat je oružana borba suprotstavljenih društvenih grupa unutar jedne države, borba građana koji su bili podčinjeni istoj državnoj vlasti. Razlikuje se od oružanog ustanka dužim trajanjem i boljom organizacijom zaraćenih strana. Najpoznatiji građanski ratovi u povijesti bili su: građanski ratovi u Starom Rimu, seljački ratovi u Srednjem vijeku, vjerski ratovi u Srednjem vijeku, ratovi dviju ruža u Engleskoj, Američki građanski rat, Pariška komuna, građanski rat u Rusiji nakon Oktobarske revolucije.
Određeni povjesničari pojedine građanske ratove nazivaju revolucijama, ako oni rezultiraju s dramatičnim promjenama društvenog, ekonomskog i političkog sustava u nekoj državi. Oružana pobuna, odnosno ustanak, smatra građanskim ratom, ako zadovoljava određene kriterije, koji se obično vezuju uz to da su ustanici / pobunjenici čvrsto organizirani u vojne formacije i da koriste konvencionalni način ratovanja; u posljednje vrijeme je ta definicija izgubila na važnosti zbog popularnosti koncepta tzv. asimetričnog ratovanja.
Postoje različite definicije građanskog rata i pokušaji da se oni razdvoje od terorizma ili tzv. Sukoba niskog intenziteta. Vrlo su često vezane uz određenu ideologiju, kao i političke posljedice koje bi određeni oružani sukob imao, ako se karakterizira kao građanski rat. Međunarodno pravo nastoji precizirati uvjete pod kojima se određeni sukobi mogu nazvati građanskim ratom, s obzirom na to da iz toga za njihove sudionike proizlaze određena prava i obveze po Ženevskim konvencijama.

## Uzroci i vrste građanskih ratova
O uzrocima građanskih ratova, kao i uzrocima rata općenito, postoje različite teorije, na koje najveći utjecaj imaju različite ideologije. Najpoznatiji primjer je marksizam i marksistička teorija rata koja građanske ratove shvaća kao krajnji izraz klasne borbe, koja predstavlja karakteristiku svakog klasnog društva.
Iako se, općenito govoreći, može kazati da građanski ratovi imaju iste uzroke ratova općenito, može se primijetiti kako se oni relativno rijetko imaju eksplicitno ekonomske motive, dok su daleko lakše prepoznati oni politički - borba za vlast - i ideološki, koji su svoj najraniji oblik imali u vjerskim ratovima vođenim unutar jedne te iste države.
Građanski ratovi su u povijesti najčešće imali sljedeće oblike:
- Dinastijski sukobi, ili sukobi između različitih plemićkih obitelji ili članova jedne plemićke obitelji oko prijestolja u monarhijama; to je ujedno i najstariji i najčešći oblik građanskog rata, koji je s postupnim nestankom monarhija gotovo u potpunosti nestao iz današnjeg svijeta.
- Vjerski ratovi, koji su posljedica nastojanja da se stanovništvu jedne države nametne ili zabrani određena vjeroispovjest; klasičan primjer su hugenotski ratovi u Francuskoj 16. stoljeća.
- Ideološki ratovi, uzrokovani nepomirljivim ideološkim suprotnostima između raznih društvenih skupina unutar jedne države ili društva; najčešće nastaju kao posljedica uspješne revolucije ili neuspjelog državnog udara; karakteristični su za 19. i 20. stoljeće, a najpoznatiji primjer je ruski građanski rat.
- Secesionistički, odnosno separatistički ratovi, koji nastaju kao posljedica nastojanja da se pojedini dio države nasilnu odcijepi od matične države; poticaj im je dala ideologija nacionalizma i iredentizma u 19. stoljeća, odnosno postojanje više-etničkih država; klasični primjer je rat u Biafri 1967. – 1970.

Postoje i građanski ratovi koje je teško klasificirati u odnosu na gore navedene oblike, kao i da pojedini građanski ratovi koji imaju osobine navedenih ratova. Tako su karlistički ratovi u Španjolskoj bili i dinastijski i ideološki sukob, mađarska revolucija 1848. – 49. je bila i secesionistički i ideološki rat, a švicarski građanski rat 1847. je bio i vjerski i ideološki i secesionistički rat.
Građanski ratovi mogu većoj ili manjoj mjeri biti dio šireg, međudržavnog sukoba, odnosno njime mogu biti potaknuti. Klasični primjer je Drugi svjetski rat na području bivše Jugoslavije 1941.-1945.

## Vanjske poveznice
- Royal Air Force Doctrine - The Nature of War and Armed Conflict
- "What makes a civil war?", BBC News, 20. travnja 2006.